# Ryan-Pitmanova teorija o potopu
Teorija o potopu Crnog mora je naziv za hipotezu prema kojoj je današnje Crno more nastalo kada se slatkovodno jezero nastalo povlačenjem ledenjaka nakon posljednjeg ledenog doba naglo napunilo slanom vodom iz Mediterana kroz Bospor.
Iako se ta hipoteza prvi put pojavila u New York Timesu u prosincu 1996., prvi dokazi u prilog njoj su objavljeni od strane Williama Ryana i Waltera Pitmana, geologa sa Sveučilišta Columbia godine 1998.
Ryan i Pitman pretpostavljaju kako je potop, koji se po njihovoj procjeni dogodio oko 5600. pr. Kr., izazvao migracije u Panonsku nizinu te doprinio širenju neolitske kulture po Europi. Neki ga nastoje objasniti i kao inspiraciju za brojne mitove i legende o "Velikom potopu" te biblijsku priču o Noinoj arci.

## Vanjske poveznice
- Why the Black Sea is not the Site of Noah's Flood by G. R. Morton  Arhivirana inačica izvorne stranice od 3. rujna 2006. (Wayback Machine)
- Press release June 14, 2002, concerning Abrajano's report in Marine Geology, 2002
- The Great Atlantis Flood Theory, 2003, presents an alternative model of the Black Sea deluge.